# Février 1858

## Événements
- Première constitution ségrégationniste du Transvaal.

- 1er février, France : le juriste Raymond-Théodore Troplong, Président du Sénat depuis 1852, est nommé par un décret membre du Conseil privé de l'Empereur Napoléon III.

- 13 février : les explorateurs britannique John Hanning Speke et Richard Francis Burton atteignent le Lac Tanganyika à Ujiji.

- 20 février : début du ministère conservateur Edward Geoffrey Smith Stanley, du comte de Derby, Premier ministre du Royaume-Uni (fin en 1859).

- 26 février :
  - Benjamin Disraeli, chancelier de l'Échiquier. Il prend la tête du parti conservateur au Royaume-Uni.
  - Échec du soulèvement des Assamais contre les Britanniques.